# G.I. Joe: The Rise of Cobra
G.I. Joe: Rise of Cobra (G.I. Joe: El origen de Cobra en Hispanoamérica, y G.I. Joe en España) es una película estadounidense estrenada el 7 de agosto de 2009 en Estados Unidos, basada en una línea de figuras de acción. La película fue dirigida por Stephen Sommers, y escrita por Stuart Beattie, David Elliot y Paul Lovett.

## Sinopsis
En el futuro cercano, el maestro armamentista James McCullen (Christopher Eccleston), ha creado los nanomites, unas armas hechas con nanotecnología, diseñados para devorar metal y otros materiales, destruyendo todo a su paso. Los nanobots pueden ser detenidos únicamente si se activa el botón de apagado. Su compañía M.A.R.S. les vende cuatro ojivas con nanomites a la OTAN, y le encargan a una tropa de soldados de dicha organización entregarlas. Estos soldados están liderados por los soldados americanos Duke Hauser (Channing Tatum) y su mejor amigo Ripcord (Marlon Wayans). Su convoy es emboscado por un grupo liderado por la Baronesa (Sienna Miller). Duke la ve y descubre que se trata de su ex-prometida Anna Lewis. Duke y Ripcord son rescatados por Scarlett (Rachel Nichols), Snake Eyes (Ray Park), Breaker (Saïd Taghmaoui) y Heavy Duty (Adewale Akinnuoye-Agbaje), miembros del grupo militar internacional conocido como G.I. Joe, quienes los llevan a ellos y a las ojivas a La Fosa, su centro de comando en Egipto, donde conocen al oficial comandante del equipo, el General Hawk (Dennis Quaid). Hawk toma posesión de las ojivas y excluye a Duke y a Ripcord, pero se convence de dejar que se unan al equipo luego de que Duke revela que conoce a la Baronesa.
Sin que nadie lo sepa, McCullen está usando la misma nanotecnología para crear un ejército de soldados con el apoyo del Doctor (Joseph Gordon-Levitt), un científico que lo contrató, planeando usar las ojivas para causar pánico a nivel global y crear un nuevo orden mundial. Usando un dispositivo de rastreo, McCullen localiza la base de los G.I. Joe y envía a la Baronesa y a Storm Shadow (Byung-hun Lee) para que se lleven las ojivas, ayudados por Zartan (Arnold Vosloo). 
Luego de una pelea en la que el General Hawk es gravemente herido, Storm Shadow y la Baronesa se apoderan de las ojivas y las llevan a París con el Barón DeCobray (Grégory Fitoussi), el esposo millonario de la Baronesa, para que arme las ojivas con un acelerador de partículas. A regañadientes, DeCobray acepta y es asesinado posteriormente por Storm Shadow. Una vez en París, los Joes persiguen a la Baronesa y a Storm Shadow, pero son incapaces de impedir que disparen una de las ojivas hacia la Torre Eiffel, liberando los nanomites, que destruyen la torre y parte del área alrededor de la misma antes de que Duke consiga apagarlos. Pero al hacer esto, el es capturado y llevado a la base de McCullen bajo el Ártico.
Los Joe localizan la base secreta y vuelan para allá mientras que McCullen carga las ojivas en 3 misiles, los cuales se dirigen hacia Beijing, Washington D. C. y Moscú, las capitales más importantes del mundo. Él afirma que piensa hacer esto pues, al matar a millones de personas en esas ciudades, el infundiría miedo en los corazones de cada hombre, mujer y niño en el planeta, luego de lo cual recurrirán al hombre más poderoso del planeta, el Presidente de los Estados Unidos. Luego de que Snake Eyes destruye un misil, Ripcord destruye los otros 2 usando un jet Cuervo Nocturno de M.A.R.S. mientras que Snake Eyes, Breaker y Scarlett se infiltran en la base. Durante la batalla, Snake Eyes derrota y aparentemente mata a Storm Shadow arrojándolo a las heladas aguas. Duke descubre que el científico que empleó a McCullen no es otro que Rex Lewis, el hermano de Anna, al que se creía muerto durante un bombardeo aéreo mal calculado durante una misión liderada por Duke (siendo ésta la causa de su ruptura con Anna). Rex había encontrado al doctor Mindbender (Kevin J. O'Connor) en el búnker y fue seducido por la tecnología de los nanomites, tardándose tanto en recuperar los datos de la computadora y quedando atrapado en la explosión, la cual lo desfiguró. Tras un cambio de corazón, la Baronesa, (que era la amante de McCullen) libera a Duke, pero es sometida por Rex, quien revela que le puso los nanomites y la ha tenido bajo control por los últimos 4 años. McCullen intenta matar a Duke, pero termina quemándose gravemente la cara, por lo que el y Rex huyen en un submarino. Duke y la Baronesa los persiguen. Mientras que los Joes se retiran luego de que Rex inicia el proceso de autodestrucción de la base, que consiste en volar el iceberg para que los bloques de hielo gigantes la destruyan, casi matando a los Joes.
En el submarino, Rex asume la identidad de "Comandante Cobra", habiendo curado la cara desfigurada de McCullen con los nanomites, cubriéndola de plata y rebautizándolo como Destro, cosa que pone a McCullen bajo control del comandante. Ambos son capturados por los G.I. Joe después de ello. En el supercarrier USS Flagg, la Baronesa es puesta bajo custodia protectora hasta que se le saquen los nanomites. Mientras tanto, Zartan, quien usó los nanomites para alterar su aspecto físico, se infiltró en la Casa Blanca para asumir la identidad del presidente (Jonathan Pryce), completándose parte del plan de dominación mundial de McCullen.

## Reparto
| Actor                    | Personaje                                |
| ------------------------ | ---------------------------------------- |
| Adewale Akinnuoye-Agbaje | Heavy Duty                               |
| Christopher Eccleston    | James McCullen / Destro                  |
| Joseph Gordon-Levitt     | Rex Lewis / Comandante Cobra             |
| Byung-hun Lee            | Storm Shadow                             |
| Sienna Miller            | Ana Lewis / Ana de Cobra / Baronesa      |
| Rachel Nichols           | Shana "Scarlett" O`Hara                  |
| Ray Park                 | Snake Eyes                               |
| Jonathan Pryce           | Presidente de los Estados Unidos         |
| Saïd Taghmaoui           | Breaker                                  |
| Channing Tatum           | Duke Hauser                              |
| Arnold Vosloo            | Zartan                                   |
| Marlon Wayans            | Ripcord                                  |
| Dennis Quaid             | General Hawk / General Clayton Abernathy |
| Leo Howard               | Snake Eyes (joven)                       |
| Brendan Fraser           | Sargento Stone                           |
| Brandon Soo Hoo          | Storm Shadow (joven)                     |
| Kevin J. O'Connor        | Dr. Mindbender                           |
| Grégory Fitoussi         | Barón de Cobra                           |
| David Murray             | James McCullen (1641)                    |
| Gerald Okamura           | Hard Master                              |
| Jacques Frantz           | Carcelero                                |

## Estrenos
| País                                                                          | Fecha de estreno                   |
| ----------------------------------------------------------------------------- | ---------------------------------- |
| Alemania                                                                      | Jueves 13 de agosto de 2009        |
| Argentina                                                                     | Jueves 6 de agosto de 2009         |
| Australia                                                                     | Jueves 6 de agosto de 2009         |
| Austria                                                                       | Viernes 14 de agosto de 2009       |
| Bélgica                                                                       | Miércoles 5 de agosto de 2009      |
| Belice · Costa Rica · El Salvador · Guatemala · Honduras · Nicaragua · Panamá | Viernes 7 de agosto de 2009        |
| Bolivia                                                                       | Miércoles 5 de agosto de 2009      |
| Brasil                                                                        | Viernes 7 de agosto de 2009        |
| Bulgaria                                                                      | Viernes 14 de agosto de 2009       |
| Chile                                                                         | Jueves 6 de agosto de 2009         |
| Chipre                                                                        | Viernes 28 de agosto de 2009       |
| Colombia                                                                      | Jueves 6 de agosto de 2009         |
| Corea del Sur                                                                 | Jueves 6 de agosto de 2009         |
| Croacia                                                                       | Jueves 27 de agosto de 2009        |
| Dinamarca                                                                     | Viernes 14 de agosto de 2009       |
| Ecuador                                                                       | Viernes 7 de agosto de 2009        |
| Egipto                                                                        | Miércoles 23 de septiembre de 2009 |
| Emiratos Árabes Unidos                                                        | Jueves 6 de agosto de 2009         |
| Eslovenia                                                                     | Jueves 1 de octubre de 2009        |
| España                                                                        | Viernes 7 de agosto de 2009        |
| Estados Unidos · Canadá                                                       | Viernes 7 de agosto de 2009        |
| Estonia                                                                       | Viernes 28 de agosto de 2009       |
| Filipinas                                                                     | Miércoles 5 de agosto de 2009      |
| Finlandia                                                                     | Viernes 28 de agosto de 2009       |
| Francia                                                                       | Miércoles 12 de agosto de 2009     |

| País                         | Fecha de estreno                 |
| ---------------------------- | -------------------------------- |
| Ghana                        | Viernes 16 de octubre de 2009    |
| Grecia                       | Jueves 17 de septiembre de 2009  |
| Hong Kong                    | Jueves 6 de agosto de 2009       |
| Hungría                      | Jueves 6 de agosto de 2009       |
| India                        | Viernes 7 de agosto de 2009      |
| Indonesia                    | Miércoles 5 de agosto de 2009    |
| Islandia                     | Miércoles 12 de agosto de 2009   |
| Israel                       | Jueves 20 de agosto de 2009      |
| Italia                       | Viernes 11 de septiembre de 2009 |
| Japón                        | Sábado 8 de agosto de 2009       |
| Jordania                     | Miércoles 5 de agosto de 2009    |
| Letonia                      | Viernes 14 de agosto de 2009     |
| Líbano                       | Jueves 6 de agosto de 2009       |
| Lituania                     | Viernes 14 de agosto de 2009     |
| Malasia                      | Jueves 6 de agosto de 2009       |
| México                       | Viernes 7 de agosto de 2009      |
| Nigeria                      | Viernes 21 de agosto de 2009     |
| Noruega                      | Viernes 14 de agosto de 2009     |
| Nueva Zelanda                | Jueves 6 de agosto de 2009       |
| Países Bajos                 | Jueves 13 de agosto de 2009      |
| Perú                         | Jueves 6 de agosto de 2009       |
| Polonia                      | Viernes 7 de agosto de 2009      |
| Portugal                     | Jueves 13 de agosto de 2009      |
| Puerto Rico                  | Jueves 6 de agosto de 2009       |
| Reino Unido Irlanda          | Viernes 7 de agosto de 2009      |
| República Checa · Eslovaquia | Jueves 20 de agosto de 2009      |
| República Dominicana         | Jueves 6 de agosto de 2009       |
| Rumania                      | Viernes 28 de agosto de 2009     |
| Rusia                        | Jueves 6 de agosto de 2009       |
| Serbia y Montenegro          | Jueves 24 de septiembre de 2009  |
| Singapur                     | Jueves 6 de agosto de 2009       |
| Sudáfrica                    | Viernes 14 de agosto de 2009     |
| Suecia                       | Viernes 14 de agosto de 2009     |
| Suiza                        | Miércoles 12 de agosto de 2009   |
| Tailandia                    | Jueves 6 de agosto de 2009       |
| Taiwán                       | Sábado 8 de agosto de 2009       |
| Turquía                      | Viernes 7 de agosto de 2009      |
| Ucrania                      | Jueves 6 de agosto de 2009       |
| Uruguay                      | Viernes 7 de agosto de 2009      |
| Venezuela                    | Viernes 7 de agosto de 2009      |